# Kypello Kyprou 2006-2007
La Kypello Kyprou 2006-2007 fu la 65ª edizione della coppa nazionale cipriota. Vide la vittoria finale dell'Anorthosis, che così conquistò il suo decimo titolo.

## Formula
La formula del torneo è stata nuovamente variata: i primi due turni sono stati su gara unica e vedevano schierate solo 40 squadre delle categorie inferiori (dalla Seconda Divisione in giù), come nelle stagioni precedenti. Anche il terzo turno rimase immutato, con l'entrata in gioco 6 squadre di Divisione A e il turno disputato su partite di andata e ritorno. A differenza degli anni precedenti il quarto turno si disputò con la stessa formula del terzo e l'entrata in gioco delle ultime 8 squadre di Divisione A rimaste.
Il quinto turno era invece costituito da due gironi da quattro squadre (le 8 squadre promosse dal turno precedente); gli incontri previsti erano 6 per ogni squadra (i classici turni di andata e ritorno), con i tre punti a vittoria le prime due di ogni girone promosse alle semifinali.
Infine le semifinali erano su gare di andata e ritorno (prima di un girone contro prima dell'altro) e, come da tradizione, la finale fu giocata in partita unica il 12 maggio 2007.

## Risultati della prima fase

### Primo turno
| Squadra 1               | Risultato   | Squadra 2                |
| ----------------------- | ----------- | ------------------------ |
| Alkī Larnaca            | 1 - 3 (dts) | Adonis Idalion           |
| Anagennīsī Deryneia     | 4 - 1       | Ethnikos Assia           |
| Onīsilos Sōtīra         | 2 - 0       | A.E. Mesogis             |
| APEP Pelendriou         | 5 - 1       | A.O.L./Omonia Lakatamias |
| AEK Koukliōn            | 1 - 2       | Elpida Xylophagou        |
| AEZ Zakakiou            | 4 - 0       | Orpheas Nicosia          |
| Enosi Kokkinotrimithias | 2 - 1       | ENAD Polis Chrysochous   |
| Doxa Katōkopias         | 2 - 0       | EN ThOΪ Lakatamia        |
| Olympos Xylophagou      | 3 - 1       | Īraklīs Gerolakkou       |
| SEK Agiou Athanasiou    | 1 - 0       | Othellos Athīainou       |
| F.C. Episkopis          | 4 - 0       | Omonia Aradippou         |
| Ahironas Liopetriou     | 3 - 0       | Ethnikos Latsion         |
| ASIL Lysī               | 3 - 1       | Chalkanoras Idaliou      |
| Atromītos Geroskīpou    | 3 - 0       | AEK Kythreas             |
| APOP Kinyras            | 5 - 0       | Anagennisi Germasoyias   |
| MEAP Nīsou              | 6 - 2       | Spartakos Kitiou         |
| Digenis Oroklinis       | 1 - 2       | Akritas Chlōrakas        |
| PAEEK Kerynias          | 2 - 3 (dts) | APEP Pitsilia            |
| Ermīs Aradippou         | 3 - 2       | Anagennisi Trachoniou    |
| Frenaros FC 2000        | 3 - 2       | Sourouklis Troullon      |

### Secondo turno
| Squadra 1            | Risultato   | Squadra 2               |
| -------------------- | ----------- | ----------------------- |
| Adonis Idalion       | 6 - 2       | Anagennīsī Deryneia     |
| APEP Pitsilia        | 1 - 0 (dts) | SEK Agiou Athanasiou    |
| Ahironas Liopetriou  | 5 - 1       | Enosi Kokkinotrimithias |
| Frenaros FC 2000     | 1 - 2       | AEZ Zakakiou            |
| Akritas Chlōrakas    | 1 - 0       | Doxa Katōkopias         |
| F.C. Episkopis       | 1 - 2       | MEAP Nīsou              |
| Onīsilos Sōtīra      | 2 - 1 (dts) | APOP Kinyras            |
| Olympos Xylophagou   | 0 - 3       | ASIL Lysī               |
| Ermīs Aradippou      | 0 - 1       | Elpida Xylophagou       |
| Atromītos Geroskīpou | 9 - 1       | APEP Pelendriou         |

### Terzo turno
| Squadra 1            | Totale | Squadra 2           | Andata | Ritorno    |
| -------------------- | ------ | ------------------- | ------ | ---------- |
| ASIL Lysī            | 2 - 3  | Onīsilos Sōtīra     | 0 - 1  | 2 - 2      |
| Elpida Xylophagou    | 2 - 3  | Ahironas Liopetriou | 1 - 1  | 1 - 2(dts) |
| Atromītos Geroskīpou | 0 - 4  | Arīs Limassol       | 0 - 4  | 0 - 0      |
| Digenīs Morphou      | 3 - 1  | Spartakos Kitiou    | 2 - 0  | 1 - 1      |
| AEZ Zakakiou         | 1 - 4  | Agia Napa           | 0 - 3  | 1 - 1      |
| Ethnikos Achnas      | 5 - 2  | Olympiakos Nicosia  | 3 - 0  | 2 - 2      |
| Adonis Idalion       | 3 - 9  | AEP Paphos          | 3 - 2  | 0 - 7      |
| MEAP Nīsou           | 7 - 0  | Akritas Chlōrakas   | 2 - 0  | 5 - 0      |

### Quarto turno
| Squadra 1       | Totale | Squadra 2           | Andata | Ritorno |
| --------------- | ------ | ------------------- | ------ | ------- |
| EN Paralimni    | 5 - 0  | Ahironas Liopetriou | 3 - 0  | 2 - 0   |
| APOEL           | 4 - 1  | Arīs Limassol       | 2 - 1  | 2 - 0   |
| Onīsilos Sōtīra | 1 - 9  | Omonia              | 0 - 3  | 1 - 6   |
| Agia Napa       | 1 - 2  | Apollōn Limassol    | 0 - 1  | 1 - 1   |
| AEL Limassol    | 5 - 3  | MEAP Nīsou          | 3 - 0  | 2 - 3   |
| Anorthōsis      | 5 - 1  | AEP Paphos          | 3 - 0  | 2 - 1   |
| Ethnikos Achnas | 3 - 2  | Nea Salamis         | 2 - 0  | 1 - 2   |
| AEK Larnaca     | 2 - 0  | Digenīs Morphou     | 0 - 0  | 2 - 0   |

## Classifiche e risultati della fase a gironi

### Girone A

#### Classifica Girone A
|   | Classifica finale del Girone A | G | V | N | P | GF | GS | DR | Punti |
| - | ------------------------------ | - | - | - | - | -- | -- | -- | ----- |
| 1 | APOEL                          | 6 | 3 | 1 | 2 | 5  | 2  | +3 | 10    |
| 2 | Anorthōsis                     | 6 | 2 | 3 | 1 | 8  | 7  | +1 | 9     |
| 3 | EN Paralimni                   | 6 | 2 | 2 | 2 | 5  | 7  | -2 | 8     |
| 4 | Apollōn Limassol               | 6 | 0 | 4 | 2 | 6  | 8  | -2 | 4     |

G = Partite giocate; V = Vittorie; N = Nulle/Pareggi; P = Perse; GF = Goal fatti; GS = Goal subiti; DR = Differenza reti.

#### Risultati del Girone A
|                  | APO  | Ano  | ApL  | ENP  |
| ---------------- | ---- | ---- | ---- | ---- |
| APOEL Nicosia    | –––– | 2-0  | 0-0  | 2-0  |
| Anorthosis       | 1-0  | –––– | 2-2  | 0-0  |
| Apollon Limassol | 0-1  | 2-2  | –––– | 1-2  |
| EN Paralimni     | 1-0  | 1-3  | 1-1  | –––– |

### Girone B

#### Classifica Girone B
|   | Classifica finale del Girone B | G | V | N | P | GF | GS | DR | Punti |
| - | ------------------------------ | - | - | - | - | -- | -- | -- | ----- |
| 1 | Omonia                         | 6 | 4 | 1 | 1 | 10 | 4  | +6 | 13    |
| 2 | AEK Larnaca                    | 6 | 3 | 1 | 2 | 7  | 7  | +0 | 10    |
| 3 | Ethnikos Achnas                | 6 | 2 | 2 | 2 | 9  | 11 | -2 | 8     |
| 4 | AEL Limassol                   | 6 | 0 | 2 | 4 | 6  | 10 | -4 | 2     |

G = Partite giocate; V = Vittorie; N = Nulle/Pareggi; P = Perse; GF = Goal fatti; GS = Goal subiti; DR = Differenza reti.

#### Risultati del Girone B
|                 | AEK  | AEL  | EtA  | Omo  |
| --------------- | ---- | ---- | ---- | ---- |
| AEK Larnaca     | –––– | 2-1  | 1-1  | 0-2  |
| AEL Limassol    | 0-1  | –––– | 1-2  | 0-1  |
| Ethnikos Achnas | 3-3  | 2-1  | –––– | 0-3  |
| Omonia          | 1-2  | 1-1  | 2-1  | –––– |

## Risultati delle semifinali

### Tabellone delle semifinali
|  | Semifinali | Semifinali  | Semifinali | Semifinali | Semifinali |  |  | Finale     | Finale     | Finale |  |
|  |            |             |            |            |            |  |  |            |            |        |  |
|  | 2A         | AEK Larnaca | 1          | 1          | 2          |  |  |            |            |        |  |
|  | 2B         | Anorthōsis  | 1          | 2          | 3          |  |  | Anorthōsis | Anorthōsis | 3      |  |
|  | 1B         | Omonia      | 1          | 2          | 3          |  |  | Omonia     | Omonia     | 2      |  |
|  | 1A         | APOEL       | 1          | 1          | 2          |  |  |            |            |        |  |